# Ogulnius
Ogulnius is een spinnengeslacht uit de familie Parapluspinnen (Theridiosomatidae).

## Soorten
- Ogulnius barbandrewsi Miller, Griswold & Yin, 2009
- Ogulnius clarus Keyserling, 1886
- Ogulnius cubanus Archer, 1958
- Ogulnius fulvus Bryant, 1945
- Ogulnius gertschi Archer, 1953
- Ogulnius gloriae (Petrunkevitch, 1930)
- Ogulnius hayoti Lopez, 1994
- Ogulnius infumatus Simon, 1897
- Ogulnius latus Bryant, 1948
- Ogulnius obscurus Keyserling, 1886
- Ogulnius obtectus O. P.-Cambridge, 1882
- Ogulnius paliisteri Archer, 1953
- Ogulnius pullus Bösenberg & Strand, 1906
- Ogulnius tetrabunus (Archer, 1965)
- Ogulnius yaginumai Brignoli, 1981